# Этрурия
Этру́рия  (лат. Etruria, Hetruria) — историческая область на северо-западе древней Италии.

## География
Этрурия находилась на северо-западе Аппенинского полуострова и граничила на севере с лигурами, Цизальпийской Галлией, землёй венетов и вероятно, с ретами; на востоке — с умбрами по реке Тибр, на юго-западе — с Лацием; на западе омывалась Тирренским, или Тусским, морем — названным, как и сама Этрурия, по наименованию проживавших в том регионе этрусков (которых древние греки звали тирренами, а древние римляне — тусками).